# Irma Urrila
Irma Rauha Kristiina Urrila-Andersson (geb. Urrila; * 29. Januar 1943 in Helsinki) ist eine finnische Opernsängerin (Sopran).

## Leben
Urrila wurde in Helsinki von Aino Elenius, in Mailand von Carla Castellani und in Essen von Clemens Kaiser-Breme ausgebildet. 1964 debütierte sie an der Oper Helsinki als „Mimi“ in La Bohème. Dort blieb sie bis 1970 und ging dann nach Oslo.
Sie ist mit dem Dirigenten und Direktor der Oper Oslo Per Åke Andersson verheiratet.
International bekannt wurde sie auch durch ihre Rolle als Pamina in Ingmar Bergmans vielbeachteter Filmfassung der Zauberflöte (Trollflöjten) aus dem Jahre 1975.